# Kizito
Kizito (1872-3 de junio de 1886), también conocido como Kizito Omuto, fue uno de los mártires de Uganda y el mártir más joven asesinado por el rey Mwanga II, venerado como santo en la Iglesia católica. 
Bautizado el 25-26 de mayo de 1886 en Munyonyo por Carlos Lwanga, líder de la comunidad cristiana de Uganda en aquella época, y quemado vivo el 3 de junio de 1886 en Namugongo. 
Fue canonizado el 18 de octubre de 1964 por el papa Pablo VI en Roma. Su fiesta se celebra el 3 de junio y es considerado patrón de los niños y de las escuelas primarias.